# استنلی لیتون
استنلی لیتون (انگلیسی: Stanley Leighton; ۱ ژانویهٔ ۱۸۹۸ – ۱ ژانویهٔ ۱۹۹۱) کارآفرین استرالیایی بود، که در سال ۱۹۴۹ گروه سیمیک را تأسیس کرد..